# Madeleine Olnek
Madeleine Olnek, née à New York, est une réalisatrice, productrice, scénariste et dramaturge américaine.

## Biographie
Madeleine Olnek est ouvertement lesbienne.

## Filmographie

### Comme réalisatrice
- 2006 : Hold Up (court métrage)
- 2008 : Countertransference (court métrage)
- 2011 : Codependent Lesbian Space Alien Seeks Same (en)[2]
- 2013 : The Foxy Merkins (en)[3]
- 2018 : Wild Nights with Emily

### Comme scénariste
- 2005 : The Last Days of Leni Riefenstahl (court métrage)
- 2006 : Hold Up (court métrage)
- 2011 : Codependent Lesbian Space Alien Seeks Same (en)
- 2013 : The Foxy Merkins (en)
- 2018 : Wild Nights with Emily

### Comme productrice
- 2005 : The Last Days of Leni Riefenstahl (court métrage)
- 2006 : Settle Down Easy (court métrage)
- 2011 : Codependent Lesbian Space Alien Seeks Same (en)
- 2013 : The Foxy Merkins (en)
- 2018 : Wild Nights with Emily